# Bohdalovice (Velké Hamry)
Bohdalovice je část města Velké Hamry v okrese Jablonec nad Nisou. Nachází se na východě Velkých Hamrů. Je zde evidováno 74 adres. Trvale zde žije 131 obyvatel.
Bohdalovice je také název katastrálního území o rozloze 3,01 km2. V katastrálním území Bohdalovice leží i Velké Hamry.

## Historie
První písemná zmínka o obci pochází z roku 1624.

## Pamětihodnosti
- Sousoší Piety (kulturní památka ČR)

## Galerie

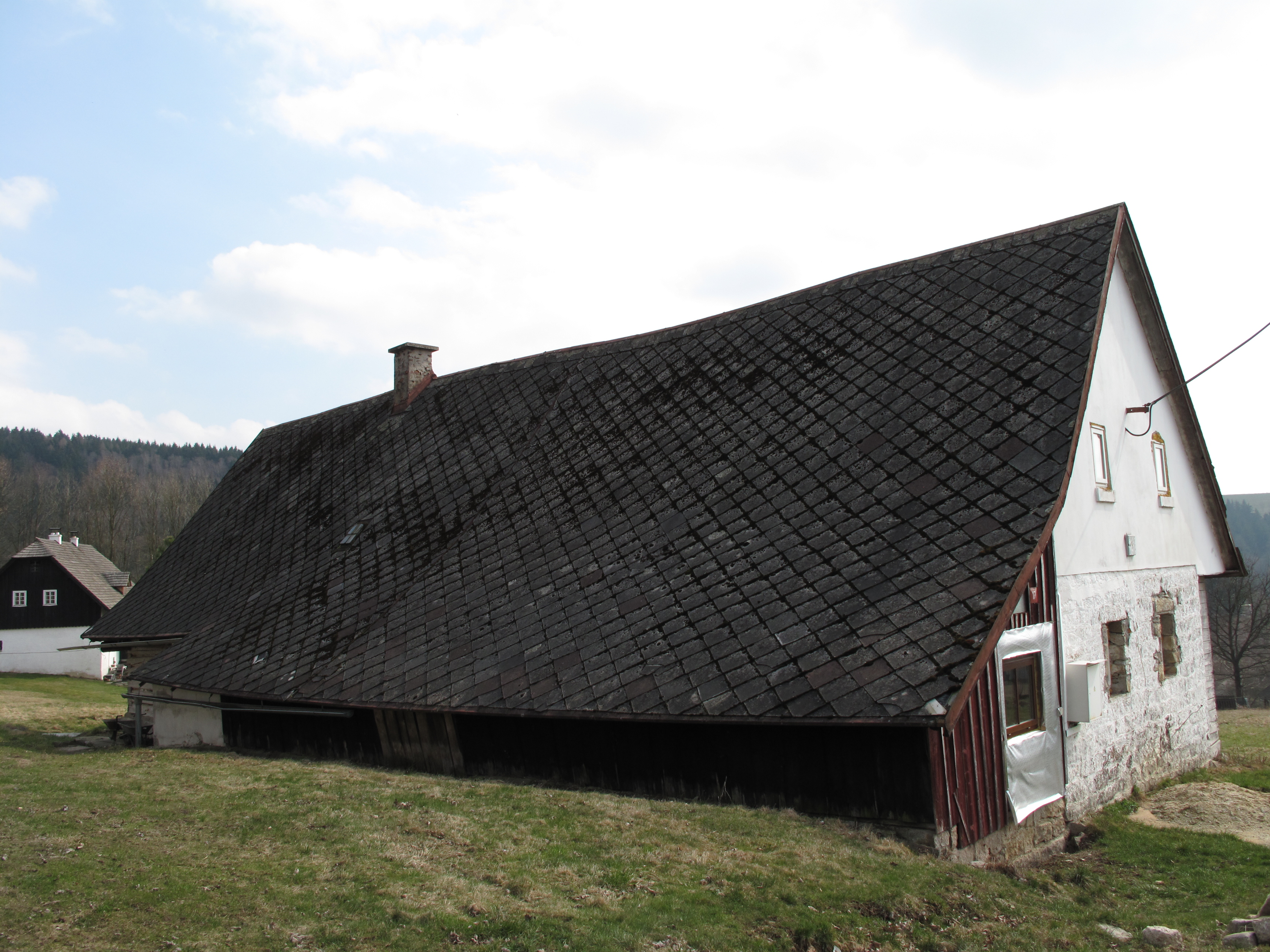
Chalupa
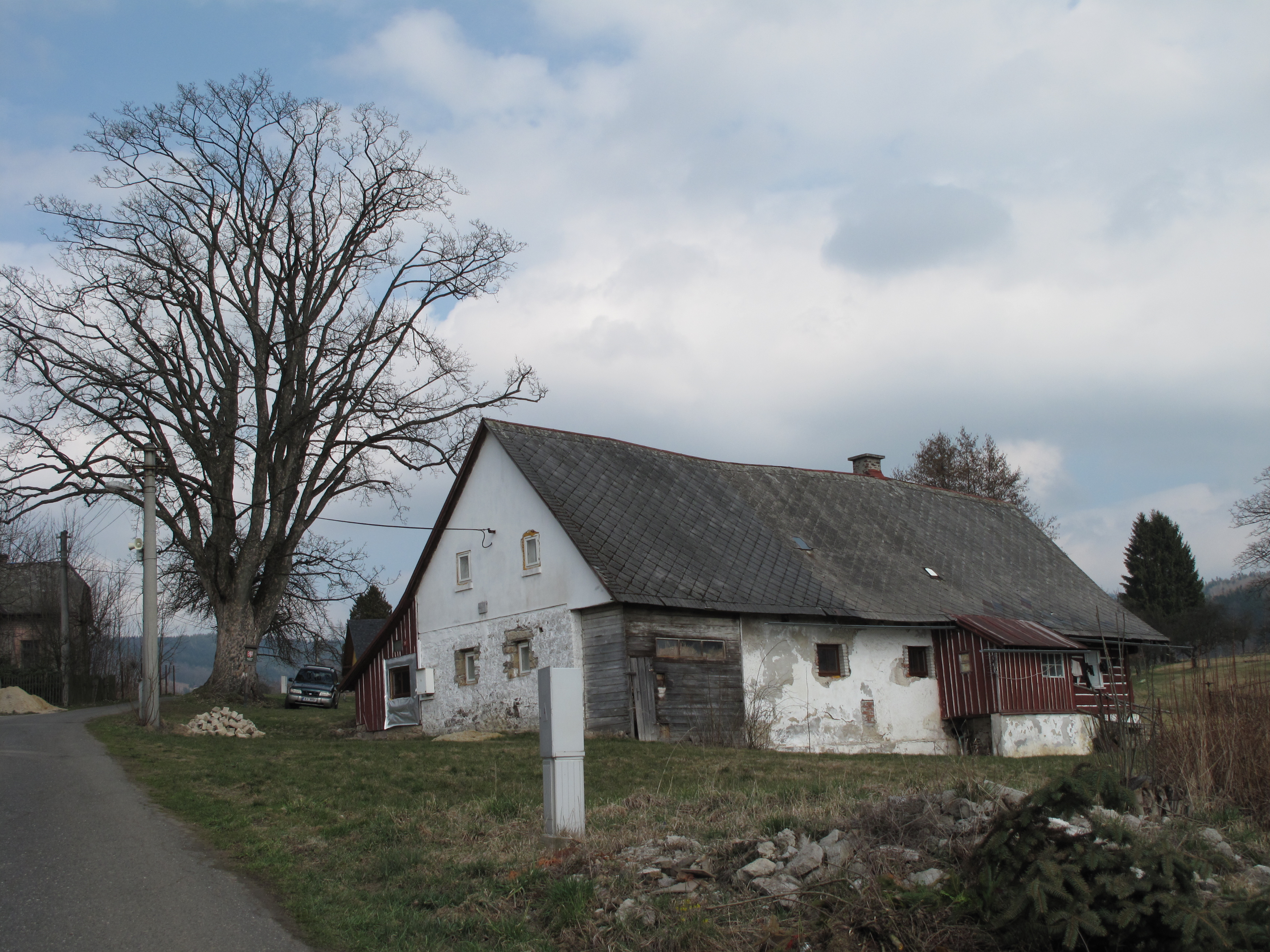
Chalupa a strom
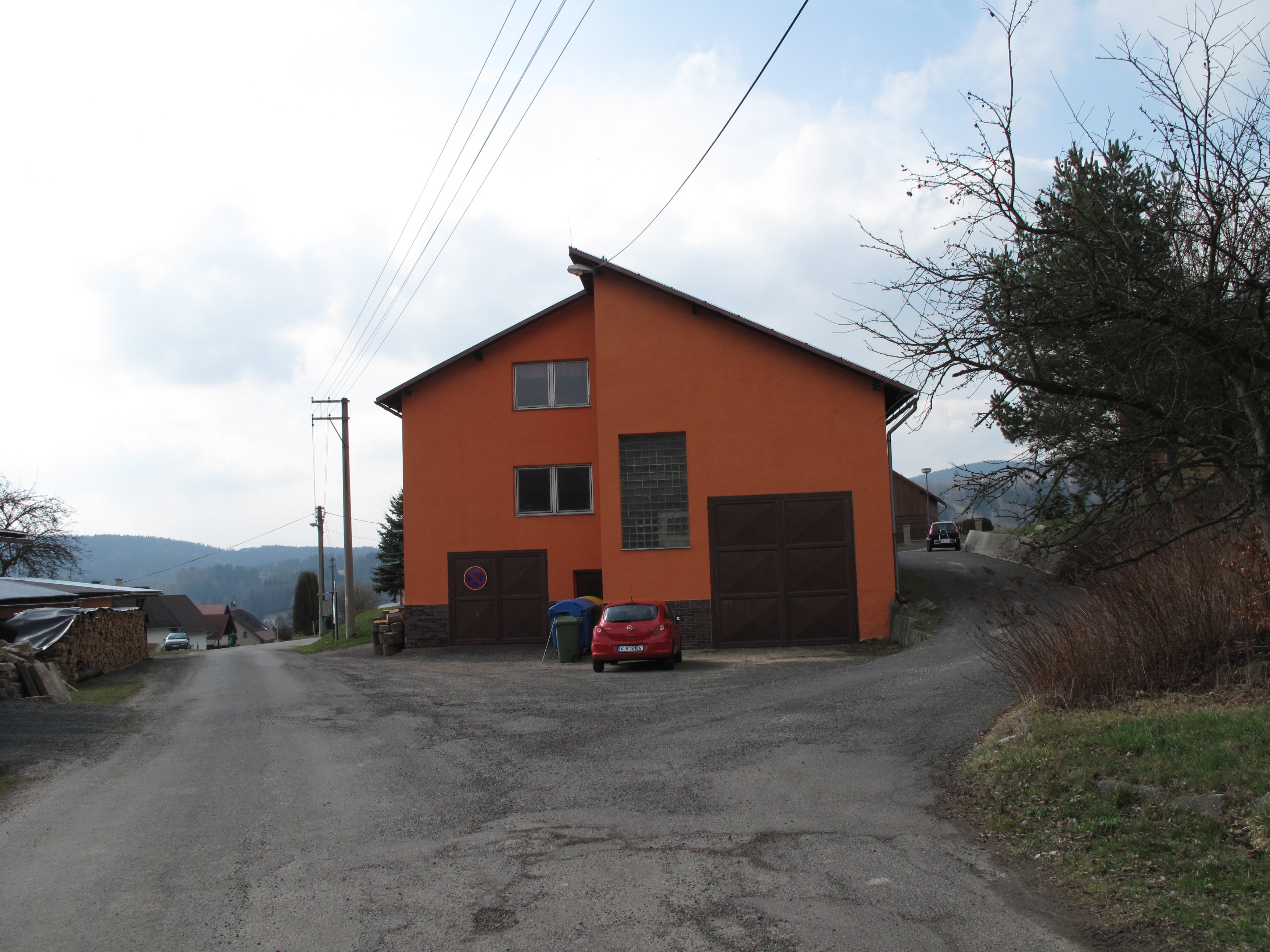
Požární zbrojnice